# Wamala Mária
Wamala Mária modell, manöken

## Élete
Az 1980-as évek egyik ismert modellje. A Kruzslák Béla Gyors- és Gépíró iskolába járt. 
Félig ugandai származású. Wamala Mária Magyarországon  született, édesapja ugandai származású, itt járt egyetemre, édesanyja magyar. 
1988-ban az Iskolai Diákdivat Szövetkezet Tinimanöken pályázatot hirdetett. Ezen a versenyen a tizenhat éves Wamala Mária lett az első. A szövetkezet felkérésére már rögtön az építőtáborokat járták az Iskolai Diákdivat Szövetkezet kollekciójával. 
1989-ben az Év reklámmodellje címet is elnyerte.
1989-ben vizsgázott le az Állami Artistaképző Intézet manöken- és fotómodell szakán, ahol fotómodell és manöken oklevelet szerzett. 
Képviselte hazánkat bemutatókon Olaszországban, Németországban, Ausztriaban, de elsősorban Magyarországon dolgozott. Dolgozott az ország legkiválóbb sminkmestereivel, Tombor Saci, és Sipos Zitával a Wella kozmetikai márkának volt modellje. Egy Divatolimpián Bicsérdi Ágnes fődíj nyertes ruháját Wamala Mária mutatta be, melyről Vámos Magda számolt be.
Fotói rendszeresen jelentek meg különböző újságban, például Módos Gábor az Ez a Divatban fotózta. Frizurabemutatókon is részt vett, Hajas László és Zsidró Tamás modelljeként. 
10 évig volt kiemelkedő manöken.
Két gyermeke van, a nagyobbik fia Patrik, és Martin.